# Miyuki Kobayakawa

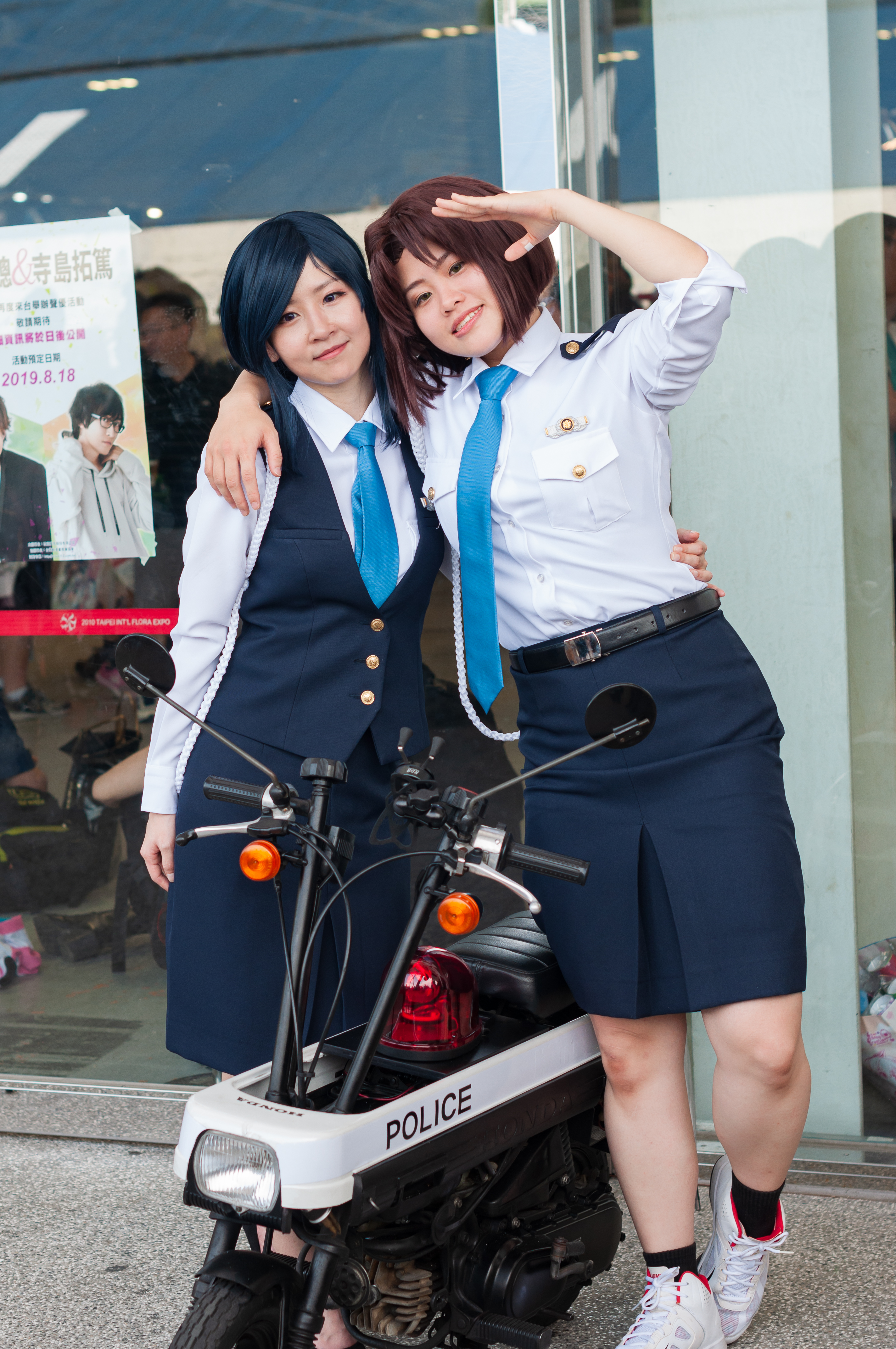
Cosplay de Miyuki (izquierda) y Natsumi (derecha)

Miyuki Kobayakawa (小早川 美幸 Kobayakawa Miyuki?) es un personaje ficticio y la protagonista del manga y anime ¡Están arrestados! creada por Kosuke Fujishima. Su seiju es Akiko Hiramatsu y para Latinoamérica fue doblada por Rosario Zamora. En la versión de acción en vivo, ella fue interpretada por la actriz Sachie Hara.

## Biografía ficticia
Miyuki es socia y compañera de habitación de Natsumi. Miyuki no es físicamente fuerte como Natsumi, pero es mucho más inteligente y más amable. Una genio técnico, Miyuki frecuentemente realiza modificaciones personalizadas de vehículos para varias personas en el recinto, además de ser una experta con las computadoras. Miyuki es una gran conductora, casi tan temeraria como Natsumi y muy difícil perder en una persecución. También es puntual, tímida y diligente – en contraste de Natsumi, que es impuntual, descarada y con frecuencia floja. Su mini-auto patrulla, un Honda today, es una versión con muchas modificaciones para tareas de patrulla. Normalmente el motor es uno de 554cc, pero Miyuki lo cambio para 700cc (aunque sigue teniendo una matrícula amarilla para coches k) y le añadió dos cámaras, un turbo-cargador y boost de óxido nitroso. Tal coche podría construirse teóricamente con la tecnología del momento, pero sería poco práctico ya que hay mejores en realidad. Ella también tiene un Toyota sports 800 azul como su auto personal.
A diferencia del enamoramiento de Natsumi con el jefe (Kachou) de la División de tráfico, Miyuki admira y respeta su dedicación al trabajo con la división. En situaciones donde la fuerza era la única solución, Miyuki utiliza armas de aire a presión con balas de pintura para incapacitar o dejar un faro de seguimiento en los oponentes. Su interés amoroso pasa a ser con el "Halcón blanco" Ken Nakajima, pero tiene dificultad para expresar sus sentimientos diciéndole al final de la serie. Sus sentimientos por Ken fueron conducidos hasta el punto de apuntar con una pistola de aire a la cabeza de Natsumi cuando bromeó con que ella tendría que casarse con Ken en el futuro.
Miyuki teme de cualquier cosa que no pueda explicarse por medio de la ciencia, como los sucesos paranormales, sobrenaturales o cualquier cosa que sea similar a la ciencia ficción. Ella también tiene miedo a reptiles.
En The DriverWatch, uno de los personajes principales llamado David Kobayaka de 16 años hace de referencia como el sobrino de Miyuki. Es el amigo y compañero de clases del protagonista principal de dicha serie Michael Statch. David, al igual que Miyuki, es inteligente, amable con los niños aunque ellos se asustan, la veces que se sube al Nissan Skyline GTS-t R32 de Michael se asusta mucho y hasta pierde el conocimiento. conduce un Nissan 180sx Type R original de color blanco, sus habilidades de manejo es casi similar a la de Miyuki, aunque él se dedica al Drifting en el Touge de Minoh, Osaka.
Su diseño de personaje también fue utilizado como plantilla para una diosa quien los personajes oraron a en una tira de cuatro paneles añadida a una versión de Taiho Shichauzo que eventualmente se convirtió en Belldandy cuando la tira resultó popular y fue desarrollada Oh! Mi diosa.

## Historia
Según la información de la serie ¡Estás Bajo Arresto!, Miyuki nació el 7 de abril de 1976. Ella anteriormente vivió en la Prefectura de Okayama, antes de trasladarse al Área metropolitana de Tokio y entró en la Academia del Departamento de policía metropolitano y fue compañera con Natsumi Tsujimoto antes de ser transferida a la estación Bokuto. Ella reside actualmente en Koto, Tokio junto a Natsumi.
Cuando intentaba recoger a Natsumi, se reunió con ella por casualidad al verla romper algunas de las normas de tráfico pero supo al instante que ella era Natsumi, su pareja. Finalmente para ponerse al día con ella, Miyuki hizo una primera impresión de ella y otra cuando la transferencia de Natsumi a la estación Bokuto fue completada, Miyuki y Natsumi se convirtieron en compañeras en la dirección de tránsito de la estación. Las dos se hicieron famosas por el cerebro de Miyuki y los puños de Natsumi en la solución de diversos casos de ellas mismas o de sus colegas. Miyuki fue la otra mitad del dúo responsable del trabajo de fractura en el desmantelamiento de una operación del misterioso Sindicato de contrabando de coches en Tokio, resultando en su posterior traslado al Departamento de policía metropolitana de Tokio, la Oficina de Investigación Criminal en su laboratorio de investigaciones científicas. El laboratorio la invitó permanentemente al Departamento, pero ella rechazó la oferta.
En la crisis de Hachi-Ichi-Go (蜂一号), la experiencia de Miyuki en equipos y en electrónica le permitió ganar tiempo durante las investigaciones iniciales sobre los misteriosos cortes de energía en el barrio de Sumida, pero no fue capaz de conseguir ninguna pista al respecto. Llegando al final de la película, ella y Natsumi aprehendieron al oficial renegado Tadashi Emoto después herir a Kachou como medio de "probar" que actuó solo durante la crisis. Miyuki fue enviada a Los Ángeles con Natsumi como parte de un programa de intercambio extranjero de oficiales de policía por un corto tiempo con el Departamento de Policía de Los Ángeles.
Llegando al final de la serie, Miyuki casi rompió su amistad con Natsumi después de enterarse de que esta última fue reclutada por el Equipo especial de asalto. Las dos solucionaron sus diferencias cuando Miyuki le dijo Natsumi que ella no era lo suficientemente abierta como para que acepte la contratación de Natsumi en la SAT ya que las dos habían trabajado como verdaderas amigas, incluso como hermanas cuando Miyuki explicó que el reclutamiento del SAT de Natsumi ocurrió tan rápido que no se dio cuenta, lo que le obligó a protegerse a sí misma de ver la realidad como era. Miyuki también renovó su "amistad" con Nakajima, abriendo aún más su relación para otras posibilidades.
Su pareja ahora es Saori Saga, que tomó la posición de Natsumi después que ella fue permanentemente estacionada en la rama del Departamento de policía metropolitana de Tokio como parte de sus deberes como un operativo de SAT antes de ser transferidas a los Estados Unidos para llevar a cabo capacitación forense.

## Recepción
Miyuki fue una de los 10 personajes femeninos más populares según la revista Newtype de agosto de 2001.